# Allegro
El terme musical allegro, escrit en italià, significa ràpid o animat. S'utilitza com indicació del tempo d'una obra. També és una coreografia de dansa o ballet amb aquesta música.
En música, normalment va seguit d'altre terme en italià que dona més precisió sobre com deu ser el caràcter d'una obra i la velocitat de la interpretació, com Allegro molto, que significa molt ràpid, Allegro ma non troppo, ràpid però no gaire, o Allegro assai, bastant de pressa, entre d'altres.
En dansa, en canvi, no s'usen aquestes precisions musicals però si es diferencia entre allegro i gran allegro.

## Altres termes (sinònims)
Alguns músics impressionistes, com Claude Debussy o Maurice Ravel, en lloc d'usar aquest terme en italià, usaven el seu equivalent francès, vité. De la mateixa manera, compositors com Beethoven o Gustav Mahler usaven el seu equivalent alemany, rasch, i altres, com Benjamin Britten, el seu equivalent en anglès, quickly. Aquest últim terme se segueix utilitzant encara per a indicar aquest tempo en la música de jazz.

## Allegro a la dansa

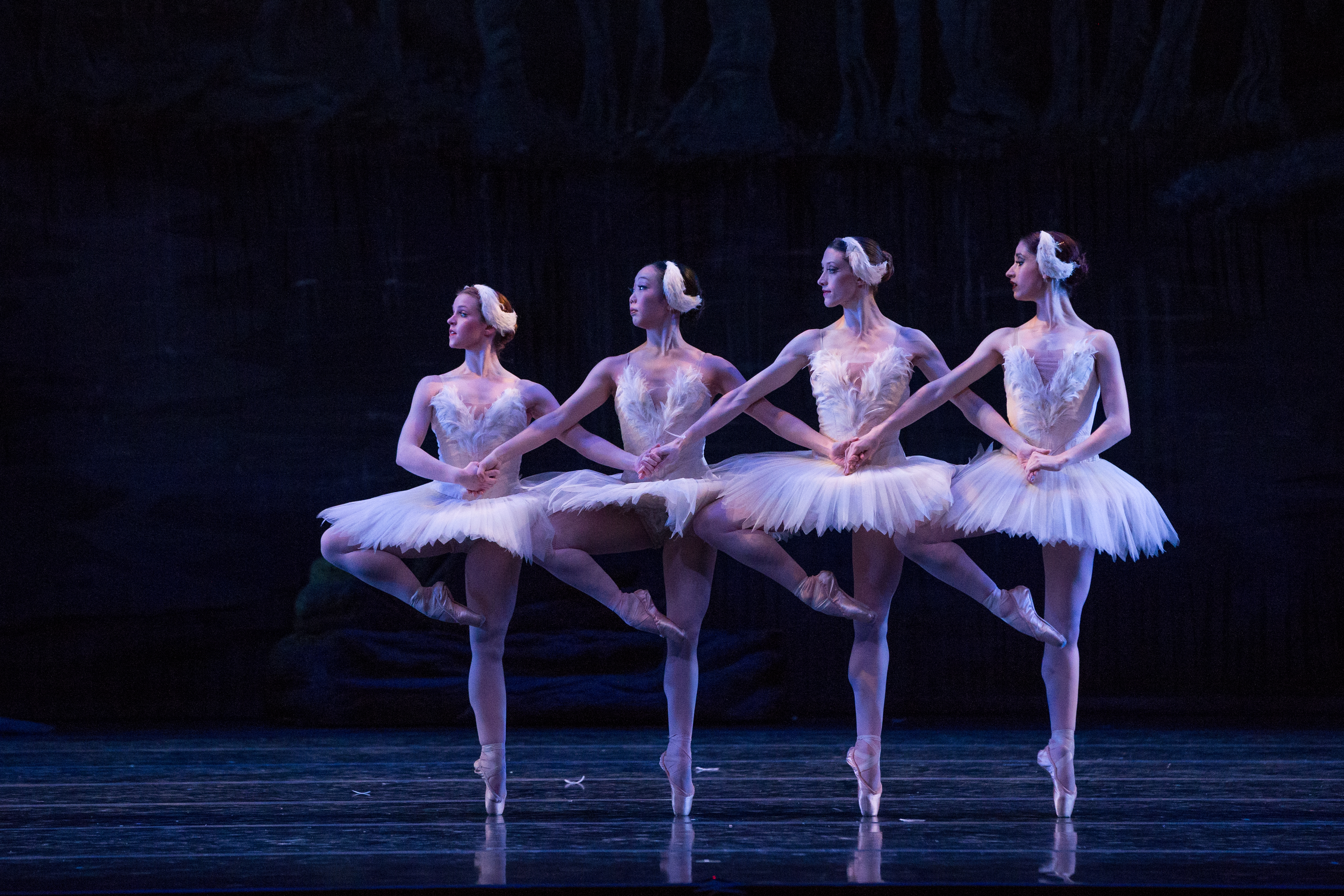
Allegro a El llac dels cignes

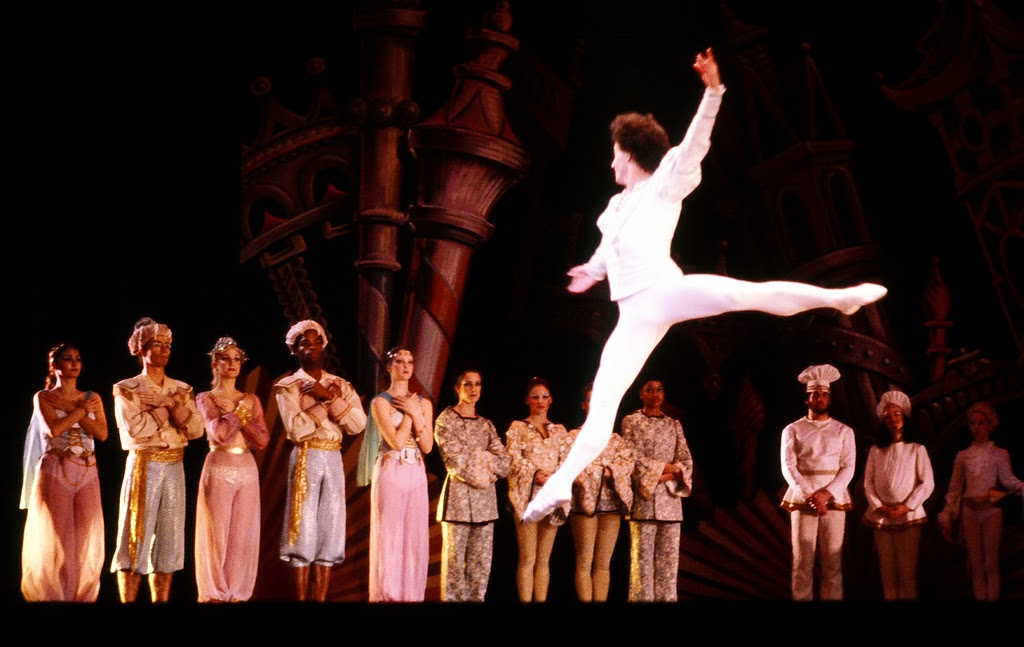
Grand allegro a El Trencanous

A la dansa, especialment a la clàssica, hom fa diferència entre l'allegro i el grand allegro. La velocitat musical és la mateixa a tots dos, però no la de ball. Així, un allegro conté principalment passes més aviat curtes i salts petits i seguits (típicament fouetés, per exemple), mentre que el grand allegro, amb el mateix ritme musical, incorpora salts amb desplaçaments o que requereixen moviments més amplis del cos, de manera que el ballarí sent que es mou més ràpidament al grand que al "petit" allegro.
El terme petit allegro fa referència a l'allegro, i només s'utilitza eventualment si és necessari per a diferenciar-lo del grand allegro.
L'allegro és una successió de petits salts molt ràpids i precisos que requereixen una forta formació, tècnica i forma física per part dels ballarins. Els moviments dels braços, en canvi, solen ser discrets, poden ser absents en alguns moments o limitar-se a canvis de postura de tant en tant. Per exemple, en un dels allegros més famosos, al segon acte de El llac dels cignes, les quatre ballarines es desplacen lentament amb saltirons molt ràpids, tota l'estona amb els braços entrellaçats, una al costat de l'altre, en una línia recta. L'allegro posa a prova la virtuositat dels ballarins i ballarines. De fet, és força típic que mostri una petita competició amistosa entre dos o més ballarins, o de vegades entre un ballarí i una ballarina, a la qual s'alternen i fan cada vegada frases més difícils, ràpides o espectaculars. Un exemple conegut n'és el "pique" entre els dos ballarins al pas à deux de l'Ocell Blau, a  La bella dorment. L'allegro és present a la gran majoria de ballets.
El grand allegro és també molt espectacular però d'una altra manera. Als ballets sol usar-se en moments inesperats i sovint és rebut amb aplaudiments del públic. No només el ritme dels ballarins és ràpid, sinó que aprofiten per a realitzar salts de gran altura o longitud. Requereix encara més força que l'allegro, cosa que fa que tradicionalment siguin sobretot els ballarins masculins els qui s'hi llueixen més. Tanmateix, a mesura que coreògrafs i noves escoles descobreixen com treure millor partit de l'anatomia de les dones així com la seva força, malgrat tenir menor massa muscular, cada vegada és més fàcil veure grands allegros protagonitzats per ballarines.

## Allegretto
A vegades s'utilitza també el terme allegretto, que indica un tempo una mica més lent. Per a concretar més quin és la velocitat en concret d'una obra, ja que simplement el terme en italià pot ser poc clarificador, se solen usar els valors metronòmics, les unitats dels quals són les negres per minut. Aquestes velocitats han anat variant segons les èpoques, però en l'actualitat l'allegro equival a 120 negres per minut, podent arribar fins a 160, encara que ha arribat a estar a 116 negres per minut.
Sol ser de la mateixa manera un dels moviments en les simfonies, sonates o concerts, normalment el primer o l'últim.